# Elymus strictus
Elymus strictus är en gräsart som först beskrevs av Yi Li Keng, och fick sitt nu gällande namn av Shou Liang Chen. Elymus strictus ingår i släktet elmar, och familjen gräs. Utöver nominatformen finns också underarten E. s. crassus.